# Georg Keßler
Georg Keßler (ur. 23 września 1932 w Saarbrücken) – niemiecki trener piłkarski.

## Kariera
Keßler jest synem Holenderki i Niemca. Karierę rozpoczynał w 1966 roku jako selekcjoner reprezentacji Holandii. Po raz pierwszy poprowadził ją 23 marca 1966 roku w przegranym 2:4 towarzyskim meczu z RFN. Drużynę Holandii prowadził łącznie w 28 spotkaniach, z czego w 10 wygranych, 5 zremisowanych oraz 13 przegranych. 
Następnie Keßler trenował holenderską Sparta Rotterdam, a w 1971 roku został szkoleniowcem belgijskiego Anderlechtu. W 1972 roku zdobył z nim mistrzostwo Belgii oraz Puchar Belgii. W tym samym roku przeszedł do holenderskiego PEC Zwolle, który to prowadził przez dwa lata.
W 1974 roku Keßler został trenerem niemieckiej Herthy BSC. W Bundeslidze zadebiutował 24 sierpnia 1974 roku w zremisowanym 3:3 meczu z Fortuną Düsseldorf. W 1975 roku wywalczył z Herthą wicemistrzostwo RFN. W 1977 roku dotarł z nią natomiast do finału Pucharu RFN. W tym samym roku odszedł z Herthy.
Kolejnym klubem Keßlera był austriacki FC Wacker Innsbruck, z którym w 1978 roku zdobył Puchar Austrii. Następnie, w latach 1978-1982 prowadził holenderski AZ Alkmaar. W 1981 roku zdobył z klubem mistrzostwo Holandii oraz Puchar Holandii, a także dotarł z nim do finału Pucharu UEFA.
Potem trenował belgijski Club Brugge oraz grecki Olympiakos SFP, a w 1986 roku trafił do niemieckiego 1. FC Köln. W tym samym roku dotarł z nim do finału Pucharu UEFA. Potem Keßler prowadził belgijskie drużyny Royal Antwerp FC oraz Standard Liège, holenderską Fortunę Sittard, a także ponownie Royal Antwerp, który był jego ostatnim klubem w karierze.